# Polimeryzacja

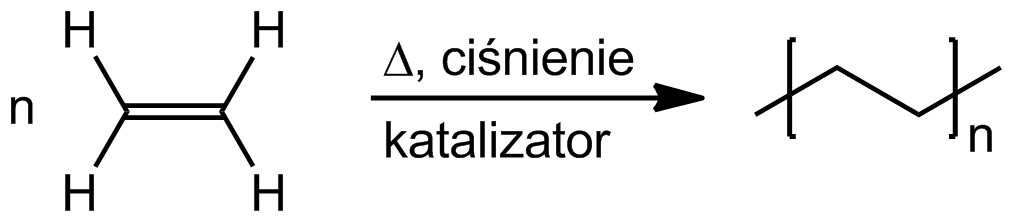
Polimeryzacja etylenu

Polimeryzacja – reakcja, w wyniku której związki chemiczne o małej masie cząsteczkowej zwane monomerami lub mieszanina kilku takich związków reagują same ze sobą, aż do wyczerpania wolnych grup funkcyjnych, w wyniku czego powstają cząsteczki o wielokrotnie większej masie cząsteczkowej od substratów, tworząc
polimer.
Reakcje polimeryzacji można podzielić na:
- polimeryzacje stopniowe (polikondensacje) – w których reakcja następuje „krok po kroku”, tj. najpierw reagują z sobą dwa monomery tworząc dimer, a następnie dimery reagują z sobą tworząc tetramery itd.; w stopniowej polimeryzacji masa cząsteczkowa produktu bardzo silnie zależy od stopnia przereagowania monomerów zgodnie z równaniem Carothersa; aby uzyskać polimer o dużej masie cząsteczkowej należy osiągnąć wysoki stopień przereagowania monomerów
- polimeryzacje łańcuchowe – w których reakcja następuje „lawinowo”, zaczyna się ona od reakcji inicjowania aktywnej formy monomeru, która jest w stanie przyłączać do siebie kolejne monomery w reakcji propagacji pozostając aktywna aż do momentu „śmierci” w wyniku reakcji terminacji; reakcje terminacji i inicjacji przebiegają stosunkowo wolno, natomiast reakcja propagacji przebiega błyskawicznie, dzięki czemu można w tym procesie uzyskać polimery o dużych masach cząsteczkowych; w polimeryzacji łańcuchowej nie potrzeba osiągać wysokiego stopnia przereagowania monomerów; masa cząsteczkowa uzyskiwanego polimeru zależy głównie od stosunku szybkości reakcji inicjacji i terminacji do szybkości reakcji propagacji; szczególnym przypadkiem polimeryzacji łańcuchowej jest polimeryzacja żyjąca.

Począwszy od lat 30. XX w. wiele reakcji polimeryzacji wykorzystanych jest w przemyśle. Szybkość polimeryzacji uzależniona jest od temperatury, ciśnienia, ilości i rodzaju inicjatora lub katalizatora.
Ze względu na techniczny sposób przeprowadzania polimeryzacji rozróżnia się:
1. Polimeryzację w roztworze (tzw. polimeryzacja rozpuszczalnikowa) – w której środowiskiem polimeryzacji jest odpowiedni rozpuszczalnik, w którym rozpuszcza się zarówno monomery, jak i inicjator. Natomiast powstający polimer może się rozpuszczać (potem jest oddzielany od rozpuszczalnika lub też wykorzystywany w postaci roztworu), lub może się wytrącać (jest to tzw. polimeryzacja rozpuszczalnikowo-wytrąceniowa). W przypadku ciekłych monomerów może się zdarzyć, że monomer jest jednocześnie rozpuszczalnikiem dla „swojego” powstającego polimeru, wówczas przyjmujemy, że jest to polimeryzacja blokowa.
2. Polimeryzację emulsyjną – w której monomery znajdują się w micelach, zaś inicjator znajduje się w roztworze właściwym. Dla utrzymania odpowiedniej struktury miceli, do środowiska reakcji dodaje się związków pomocniczych, które regulują pH środowiska reakcji oraz napięcie powierzchniowe. Produktem polimeryzacji emulsyjnej jest lateks, który może stanowić gotowy produkt końcowy albo z którego wyodrębnia się polimer poprzez proces koagulacji emulsji.
3. Polimeryzację w zawiesinie (inne nazwy: polimeryzacja suspensyjna, perełkowa, mikroblokowa) – w której monomer tworzy dość spore krople zawieszone w roztworze a inicjator znajduje się w tych kroplach. Zawiesinę uzyskuje się poprzez intensywne mieszanie monomeru w substancji, w której monomer i inicjator są całkowicie nierozpuszczalne. W praktyce przemysłowej jest to zwykle woda. Polimeryzacja odbywa się wewnątrz kropel monomeru. W jej wyniku powstaje gotowy granulat polimeru.
4. Polimeryzację w bloku – w którym do ciekłego monomeru dodaje się wprost inicjator. W wyniku polimeryzacji powstaje lity blok polimeru, który może stanowić produkt końcowy, lub który należy poddać granulacji. Podobnie jak przy polimeryzacji w roztworze polimer w miarę postępu reakcji może tworzyć jednolity roztwór i stopniowo się „zagęszczać” aż do litego bloku, lub może się wytrącać z mieszaniny reakcyjnej (wówczas trzeba go oddzielać od monomeru).
5. Polimeryzację w fazie gazowej – w której monomerami są gazy o niskiej temperaturze krytycznej. Proces polimeryzacji prowadzony jest w adiabatycznych reaktorach rurowych lub autoklawach pod zwiększonym ciśnieniem. W wyniku tego rodzaju polimeryzacji powstaje zwykle pył polimeru, który odfiltrowuje się, a następnie stapia i granuluje.
6. Polimeryzacja na granicy faz – w której monomer znajduje się w jednej fazie ciekłej, zaś inicjator w drugiej. W przypadku polikondensacji każda z dwóch faz zawiera inny monomer (lub kilka monomerów w przypadku kopolikondensacji). Polimeryzacja odbywa się w punkcie styku obu faz. Powstający polimer jest natychmiast „wyciągany” z układu reakcji tak aby utrzymywać cały czas dużą powierzchnię styku faz. W wyniku tej polimeryzacji otrzymuje się włókna lub bardzo cienkie folie.
7. Polimeryzacja radiacyjna (radiopolimeryzacja), reakcja chemiczna inicjowana promieniowaniem jonizującym, prowadząca do zwiększenia średniej masy cząsteczkowej napromieniowanego substratu; może zachodzić w każdym stanie skupienia, nawet stałym (np. w masie zestalonego w niskiej temperaturze monomeru). Polimeryzacja radiacyjna jest najczęściej reakcją łańcuchową, inicjowaną wolnymi rodnikami wytworzonymi w wyniku oddziaływania promieniowania z obecnymi w układzie cząsteczkami. W przeciwieństwie do polimeryzacji klasycznej, w radiopolimeryzacji do zainicjowania nie jest konieczne dodawanie do monomeru lub mieszaniny monomerów katalizatorów, preparatów inicjujących ani podwyższonej temperatury[1].